# Can Martí (Sant Julià de Ramis)
Can Martí és una obra de Sant Julià de Ramis (Gironès) protegida com a Bé Cultural d'Interès Local.

## Descripció
Masia en forma de "L", amb entrada per porta dovellada a migjorn al cos central, de teulat a doble vessant. És de tres crugies perpendiculars a façana, de planta baixa i pis. Al costat esquerre hi ha una mena de torre coberta a doble vessant i amb dos finestres d'arc de punt rodó i amb restes de dovelles de calcària nummulítica que semblen tretes d'un altre lloc. Damunt la porta hi ha una finestra de llinda plana. El cos lateral perpendicular a la façana té una entrada secundària per una escala exterior de pedra que crea una mena de pati en el nexe dels dos cossos. Els baixos d'aquest cos són un aparcament.
La façana lateral a est té una obertura actual de llinda plana, a la que dona l'actual menjador.